# Американский грайндхаус
«Американский грайндхаус» (англ. American Grindhouse) — американский документальный фильм режиссёра Элайджа Дреннера об истории американского эксплуатационного кино. Премьера фильма прошла 13 марта 2010 года на кинофестивале South by Southwest в Остине, штат Техас.

## Обзор
Фильм посвящён истории американского эксплуатационного кино. Эксплуатационное кино представляет собой низкобюджетные фильмы категории B, которые эксплуатируют какую-то популярную тему в целях быстрого заработка. Это могут быть фильмы о байкерах, подростках, чёрных меньшинствах, нацистах, монстрах и маньяках, женской тюрьме, наркотиках и так далее. В этих фильмах всегда много того, чего мало в голливудской продукции, а именно секса и насилия. Данный документальный фильм прослеживает историю эксплуатационного кино от времён зарождения кинематографа и до наших дней.
В съёмках фильма приняли участие режиссёры и актёры жанра: Джон Лэндис, Джо Данте, Джек Хилл, Дон Эдмондс, Фред Уильямсон, Эллисон Андерс, Джеймс Гордон Уайт, Ларри Коэн, Уильям Лустиг, Хершел Гордон Льюис, Джуди Браун, Джерами Кастен, Джонатан Каплан, Боб Майнор, Льюис Тиг, Дэвид Хесс, Тед В. Микелс и Фред Олен Рэй. В фильме приняли участие историки кино Эдди Мюллер, Ким Морган и Эрик Шефер. 
Текст читает Роберт Форстер.

## Фильмы
В «Американском грайндхаусе» упоминается большое количество фильмов снятых в жанре. Ниже в хронологическом порядке представлен список фильмов на которые делается акцент:
- 1903 — Большое ограбление поезда / The Great Train Robbery
- 1913 — Торговля душами / Traffic in Souls
- 1931 — Дракула / Dracula
- 1931 — Франкенштейн / Frankenstein
- 1932 — Уродцы / Freaks
- 1934 — Маньяк / Maniac
- 1941 — Ночной кошмар / I Wake Up Screaming
- 1945 — Мать и отец[англ.] / Mom and Dad
- 1948 — Из-за Евы / Because of Eve
- 1954 — Тварь из Чёрной Лагуны / Creature from the Black Lagoon
- 1955 — Школьные джунгли / Blackboard Jungle
- 1957 — Я был подростком-оборотнем / I Was a Teenage Werewolf
- 1959 — Тинглер[англ.] / The Tingler
- 1959 — Аморальный мистер Тис / The Immoral Mr. Teas
- 1960 — Психо / Psycho
- 1963 — Отбросы Земли[англ.] / Scum of the Earth!
- 1963 — Кровавый пир / Blood Feast
- 1964 — Две тысячи маньяков / Two Thousand Maniacs!
- 1964 — Ольга: Дом стыда / Olga’s House of Shame
- 1966 — Дикие ангелы / The Wild Angels
- 1966 — Господь любит утку[англ.] / Lord Love a Duck
- 1967 — Часы желания / The Lusting Hours
- 1967 — Трип / The Trip
- 1968 — Дьяволицы на колёсах[англ.] / She-Devils on Wheels
- 1969 — Беспечный ездок / Easy Rider
- 1969 — Полуночный ковбой / Midnight Cowboy
- 1971 — Свит Свитбэк: Песня мерзавца / Sweet Sweetback’s Baadasssss Song
- 1971 — Перемалыватели трупов[англ.] / The Corpse Grinders
- 1971 — Невероятный двухголовый трансплантат[англ.] / The Incredible 2-Headed Transplant
- 1971 — Мучители / The Tormentors
- 1971 — Дом большой куклы / The Big Doll House
- 1972 — Большая клетка для птиц / The Big Bird Cage
- 1972 — Последний дом слева / The Last House on the Left
- 1972 — Ночь Лепуса[англ.] / Night of the Lepus
- 1972 — Глубокая глотка / Deep Throat
- 1973 — Банановый монстр[англ.] / Schlock
- 1973 — Чёрный цезарь[англ.] / Black Caesar
- 1973 — Коффи / Coffy
- 1974 — Трак Тёрнер / Truck Turner
- 1975 — Ильза, волчица СС / Ilsa, She Wolf of the SS
- 1975 — Челюсти / Jaws
- 1977 — Смертельная ловушка / Eaten Alive
- 1978 — Пиранья / Piranha
- 1980 — Аллигатор / Alligator
- 2004 — Страсти Христовы / The Passion of the Christ
- 2005 — Хостел / Hostel
- 2007 — Грайндхаус / Grindhouse
- 2007 — Гангстер / American Gangster
- 2008 — Адская поездка / Hell Ride
- 2009 — Чёрный динамит / Black Dynamite

## Рецензии
На сайте Rotten Tomatoes рейтинг свежести фильма 86 % на основе 7 рецензий. В Slant Magazine назвали фильм занимательным и сделанным с любовью, при этом отметив, что фильм подойдёт больше как введение для тех кто совсем не знаком с жанром.